# The Grand Tour (pořad)
The Grand Tour je britský motoristický televizní pořad vznikající pro streamovací službu Prime Video. Pořad uváděla trojice Jeremy Clarkson, Richard Hammond a James May. Vedoucím producentem byl Andy Wilman. Tato čtveřice se dohodla na produkci pořadu po svém odchodu z pořadu BBC Top Gear v roce 2016.
Po premiéře měl pořad v letech 2016 až 2019 podobný formát jako Top Gear, včetně recenzí automobilů, závodních kol, motoristických výzev a závodů, přičemž tým během této doby využíval studio ve velkém stanu. První řada The Grand Tour měla 13 hodinových dílů a Amazon je uvedl každý pátek s týdenními odstupy. Podobná byla i druhá a třetí série, kdy měla druhá 11 dílů a třetí 14.  Na konci třetí série produkční tým přešel od tohoto formátu na produkci takzvaných speciálů, přičemž epizody byly zveřejňovány ve vybraných intervalech. Poslední díl byl odvysílán v září 2024.

## Formát pořadu

### 1. až 3. série
V prvních třech sériích pořadu byl formát podobný tomu z Top Gearu, přičemž zahrnoval kombinaci přednatočených sekcí (směs jednodílných nebo vícedílných filmů) a studiových segmentů s živými diváky, avšak se značnými změnami, aby se zabránilo přílišné podobnosti s Top Gearem z právních důvodů.
Díly se zaměřovaly především na recenze automobilů, motoristické výzvy a cesty po silnici, často založené na těch z pořadu Top Gear, jíž je například výzva, v níž si moderátoři musí zakoupit vozidlo určité třídy a zjistit, které je nejlepší, prostřednictvím série testů v podobě SMS zpráv od producenta pořadu. Vedle těchto epizod se ve formátu pořadu v letech 2016–2019 objevovaly také speciální epizody, zaměřené na výpravy moderátorů v určitém typu vozidla v cizí lokalitě.

#### Testování aut
Recenze automobilů fungují podobným způsobem, kdy si moderátoři prohlížejí různé automobily a testují je z různých hledisek, jako je výkon, jízdní vlastnosti a kvalita. Recenze probíhají na různých místech v zahraničí nebo ve Spojeném království, včetně závodní dráhy zvané Eboladrome. Trať se používá nejen k recenzím, ale také k provádění měřených kol recenzovaných vozidel. Měřená kola jezdí profesionální řidič – zatímco v první sérii se na pořadu podílel bývalý závodník NASCAR Mike Skinner, který vystupoval pod pseudonymem „The American“, kvůli špatnému přijetí jeho účasti, byl pro druhou a třetí sérii nahrazen britskou závodnicí Abbie Eaton.

#### Studio
Studiové segmenty se natáčely především ve velkém studiovém stanu, do kterého se vešlo kolem 300 diváků; moderátoři seděli kolem stolu a diváci před nimi. Zpočátku se tyto segmenty natáčely v pojízdném stanu, který byl postaven v různých zemích po světě, aby se zdůraznil název pořadu, který obsahoval grand tour; diváci byli místní obyvatelé. Po Hammondově havárii ve Švýcarsku a Clarksonově zápalu plic před druhou sérií se upustilo od cestování – pro druhou a třetí sérii se natáčely studiové segmenty na předměstí vesnice Chipping Norton. Ve všech třech sériích byla kromě klasických diskusí také jedna zvláštní diskuse o různých tématech s názvem „Conversation Street“. Tento segment byl vždy uváděn s nějakým gagem, v němž moderátoři v černobílé siluetě dělali něco komického a/nebo neobvyklého.

#### Účast celebrit
Původně celebrity nebyly součástí pořadu z důvodu obav z právních problémů od BBC, jelikož by se mohl The Grand Tour moc podobat Top Gearu. Proto byl v první sérii vytvořen humorný segment s názvem Celebrity Brain Crash, při kterém jsou hvězdní hosté vtipně naoko zabiti. Při každém zabití hosta se May zeptá (volně přeloženo): „Znamená to, že tedy nepřijde?“, na což Hammond odpovídá: „Ne Jamesi, nepřijde“ a popíše proč.
Tento segment byl později vypuštěn, což vedlo k rozhodnutí, že celebrity budou součástí pořadu ve druhé sérii v novém segmentu nazvaném Celebrity Face Off, který podobně jako Hvězda v rozumně drahém autě v Top Gearu zahrnoval dvě celebrity, které měly podobný původ nebo spojení s určitými prvky (např. sportovci), které proti sobě soutěžily na samostatné závodní dráze, aby zjistily, kdo je rychlejší. Pro tento segment se měřila kola nejen na jiné trati, ale bylo použito i jiné auto, a to Jaguar F-Type R-Dynamic. Od segmentu s celebritami se s třetí řadou upustilo.
- Testovací dráha Eboladrome, která stojí na RAF Wroughton.
- Dráha pro segment Celebrity Face Off, která se nachází na letišti Enstone.

### Od 4. série
Dne 13. prosince 2018 společnost Amazon oznámila, že seriál The Grand Tour byl obnoven pro čtvrtou řadu. Amazon však změnil koncepci celého pořadu – vyřadil dosavadní studiový formát s diváky, včetně talk segmentů, jako byla Conversation Street a závodní kola na Eboladromu, ve prospěch delších filmů a dobrodružným speciálům. V novém formátu moderátoři cestují z jednoho místa na druhé ve vybraných vozidlech, která si pro tento úkol vybrali, podobně jako v celovečerních speciálech pořadu Top Gear.
První díl s názvem Seamen se odehrává v deltě řeky Mekong a Vietnamu, druhý díl A Massive Hunt se odehrává na Réunionu a v Madagaskaru, třetí díl Lochdown, byl natočen ve Skotsku a čtvrtý díl, Carnage A Trois, byl natočen ve Spojeném království a vydán 17. prosince 2021 jako závěrečná epizoda čtvrté série.
Pátá epizoda 4. řady se měla původně natáčet mimo Spojené království v polovině roku 2021, nicméně kvůli pandemii covidu-19 a cestovním omezením se posunulo natáčení až na březen 2022. Natáčení začalo v Norsku, pokračovalo se přes Švédsko a skončilo ve Finsku. Pod názvem A Scandi Flick byl díl uveden nakonec jako první díl páté série. Natáčení druhého dílu započalo v Polsku, přesunulo se přes Slovensko, Maďarsko a skončilo ve Slovinsku; díl byl uveden pod názvem Eurocrash. V květnu 2023 začalo natáčení třetí epizody v Mauritánii a skončilo v Senegalu. Premiéra třetí epizody Sand Job byla 16. února 2024. V září 2023 se v Zimbabwe natáčela čtvrtá, závěrečná, epizoda páté série, která byla uvedena 13. září 2024. V listopadu 2023 bylo oznámeno, že po skončení páté řady seriál končí. Avšak nakonec na Prime Video byla uvedena poslední epizoda jako první díl šesté série.

## Epizody
| Řada | Díly | Premiéra na Prime Video | Premiéra na Prime Video | Premiéra na Prima Cool | Premiéra na Prima Cool |
| Řada | Díly | První díl               | Poslední díl            | První díl              | Poslední díl           |
| ---- | ---- | ----------------------- | ----------------------- | ---------------------- | ---------------------- |
| 1    | 13   | 18. listopadu 2016      | 3. února 2017           | 3. února 2025          | 17. března 2025        |
| 2    | 11   | 8. prosince 2017        | 16. února 2018          | 18. března 2025        | 22. dubna 2025         |
| 3    | 14   | 18. února 2019          | 12. dubna 2019          | 28. dubna 2025         | bude oznámeno          |
| 4    | 4    | 13. prosince 2019       | 17. prosince 2021       | bude oznámeno          | bude oznámeno          |
| 5    | 3    | 16. září 2022           | 16. února 2024          | bude oznámeno          | bude oznámeno          |
| 6    | 1    | 13. září 2024           | 13. září 2024           | bude oznámeno          | bude oznámeno          |

## Produkce

### Vývoj

#### Top Gear
Clarkson, Hammond a May byli moderátory pořadu Top Gear na BBC. Clarkson do seriálu přicházel již z předchozí verze pořadu, Hammond se připojil v první sérii nové verze (2002) a od druhé řady, v roce 2003, se připojil May; trio moderovalo až do dvaadvacáté řady, která se vysílal v roce 2015. Pod jejich vedením měl pořad celosvětovou sledovanost odhadovanou na 350 milionů diváků. Kvůli několika incidentům, které se týkaly Clarksona, se BBC v březnu 2015 rozhodla neprodloužit Clarksonovi smlouvu s tímto pořadem. May i Hammond potvrdili, že se do Top Gearu bez Clarksona nevrátí, přestože jim BBC nabídla lukrativní platy za setrvání v dalších sériích. Spolu s jejich odchodem se v té době rozhodl odejít i jejich dlouholetý vedoucí producent Andy Wilman. Po odchodu trojice BBC pořad přepracovala a přivedla nové moderátory. Pořad následně ztrácel sledovanost, později však jeho sledovanost opět narostla. Po vážné nehodě jednoho z moderátorů v prosinci 2022 BBC Top Gear ukončila.

#### Vznik pořadu
Krátce po svém odchodu z BBC Clarkson prohlásil, že má v úmyslu začít nový automobilový pořad. Od dubna 2015 se objevily zprávy, že Clarkson, Hammond a May připravují nový pořad a diskutují s různými televizními stanicemi. Mezi oslovené společnosti, se kterými produkce neuzavřela dohodu patřil Netflix, který měl pocit, že Clarksonův tým chce za pořad příliš mnoho peněz, a BT Sport, který se domníval, že tento pořad by se lépe hodil na síť s globálnějším dosahem.
V červenci 2015 Clarkson oznámil, že podepsal smlouvu se společností Amazon na přípravu nového automobilového pořadu, Hammond i May by se k němu připojili jako spolumoderátoři a Wilman by ho produkoval; pořad měl mít podobný formát jako Top Gear. Smlouva s Amazonem zahrnovala 36 epizod ve třech sériích, které by byly k dispozici členům služby Amazon Prime od roku 2016. Wilman uvedl, že Amazon jim slíbil, že budou mít volnost, aby seriál natočili podle svých představ, spolu s potřebným rozpočtem. Podle informací od deníku The Daily Mirror, zaplatil Amazon za všechny tři série 160 milionů liber. Wilman popřel, že by pořad stál tolik, ale připustil, že pořad je nákladný, částečně kvůli záměru Amazonu nechat jej natáčet v rozlišení 4K. Produkce tohoto pořadu probíhala ve Velké Británii a prováděla ji společnost W Chump & Sons, kterou založili Wilman, Clarkson, Hammond a May.

#### Název a logo

Logo pořadu.

Název pořadu – The Grand Tour – byl odhalen v květnu 2016. Clarkson uvedl, že název připomíná tradici kavalírských cest (v angličtině grand tour) a odráží to, že pořad bude cestovat do několika různých zemí, kde se bude natáčet. Logo pořadu bylo odhaleno Clarksonem na Twitteru 28. června 2016.
Spekulovalo se, že by se pořad mohl jmenovat Gear Knobs poté, co byla na tento název podána žádost o ochrannou známku přidruženou společností, ale Clarkson v říjnu 2015 uvedl, že Gear Knobs názvem nebude, jelikož slovo „Gear“ nemůže být použito z právních důvodů.

### Podobnost a právní komplikace
Wilman uvedl, že právníci Amazonu velmi dbali na jakoukoli vnímanou podobnost segmentů s Top Gearem, což vyžadovalo změny formátu a pravidelných segmentů. Prvky z Top Gearu, které byly pojmenované, jako je Hvězda v rozumně drahém autě, Cool Wall nebo Stig, nemohly být použity vůbec. Právníci uvedli, že mohou testovat auta na testovací trati, ale nemohou zveřejňovat časy pomocí ručně psaných cedulí (jak to probíhalo v pořadu Top Gear) – místo toho byl použit digitální žebříček. Wilman uvedl, že některé obavy právníků byly „stále vtipnější a vtipnější“, například zda May může říkat „cock“ nebo zda během jednoho z jejich exotických roadtripů mohou zastavit a obdivovat krajinu slovy „it's beautiful“, jak to často dělali v pořadu Top Gear.
Mnohá média nepravdivě uváděla, že BBC štábu výslovně řekla, že do pořadu nemohou pozvat celebrity, které by závodily na okruhu. To se později potvrdilo jako nepravdivé a štáb přiznal, že skutečným důvodem pro segment Celebrity Brain Crash byla panika na poslední chvíli – daný segment byl v druhé sérii nahrazen.

### Natáčení
Během první série se studiové segmenty natáčely na různých místech po celém světě. Studiové natáčení první série začalo 17. července 2016 v jihoafrickém Johannesburgu. 25. září 2016 proběhlo natáčení v USA v jižní Kalifornii a 21. listopadu 2016 v Nashvillu. 13. října 2016 proběhlo natáčení ve Spojeném království ve Whitby, další pak v prosinci 2016 u jezera Loch Ness. Natáčení proběhlo také v říjnu v Rotterdamu, v listopadu ve Finsku a v Stuttgartu a v prosinci 2016 v Dubaji.

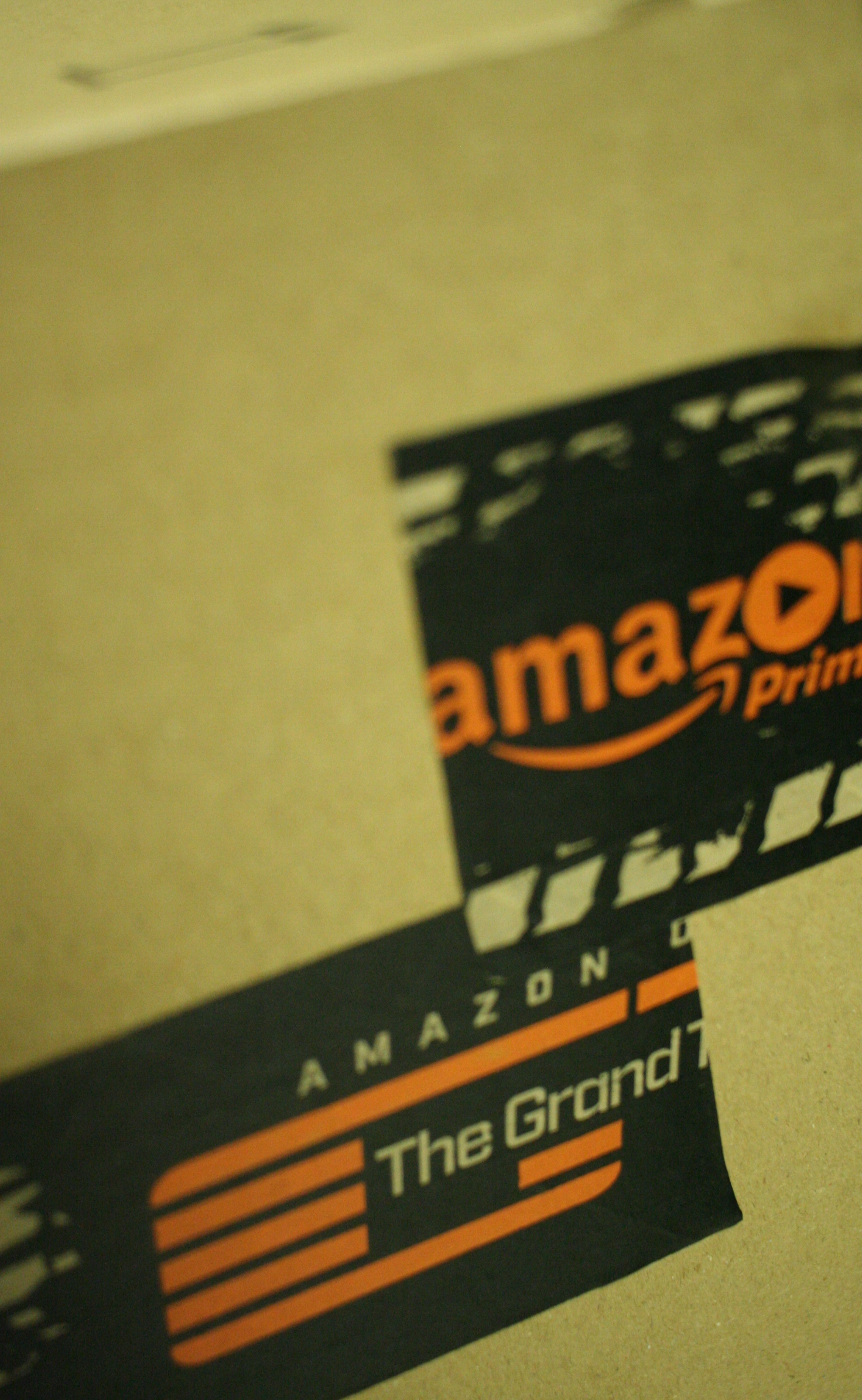
Reklama na balících z Amazonu, které byly objednány v listopadu 2016.

Pro druhou sérii se producenti po Clarksonově zápalu plic a Hammondově autonehodě rozhodli, že se se stanem nebude cestovat, místo toho bude stan na jednom místě poblíž Clarksonova domu v Cotswolds. Bylo by to také výhodné pro nový segment – Celebrity Face Off. V září 2017 dala okresní rada West Oxfordshire povolení k plánování tříměsíčního natáčení z pevného stanoviště na pozemku Great Tew Estate poblíž Chipping Nortonu. Povolení pro natáčení 2. série bylo mezi říjnem a prosincem 2017. Pro třetí sérii bylo povoleno, aby stan zůstal na Great Tew Estate, přičemž natáčení probíhalo mezi říjnem a prosincem 2018.
Natáčení čtvrté řady začalo v červnu 2019. V polovině června se natáčelo v Kambodži a Vietnamu. Další speciál čtvrté řady se natáčel na Madagaskaru v listopadu 2019, i když jeho postprodukce byla zpožděna kvůli pandemii covidu-19.

### Propagace
Po zveřejnění názvu seriálu nabídl Amazon novým zákazníkům slevu 20 liber na první rok služby Amazon Prime ve dnech 14.–16. května 2016. Upoutávka oznamující datum premiéry seriálu 18. listopadu 2016 byla zveřejněna na kanálu YouTube 15. září 2016. Druhá, plnohodnotná upoutávka, byla zveřejněna 6. října 2016. Díly byly původně vydávány jednou týdně pro uživatele s účty Amazon Prime ve Velké Británii, USA, Německu, Rakousku a Japonsku, počínaje 18. listopadem 2016. Pořad byl dále zpřístupněn v dalších 195 zemích a různých teritoriích.
V rámci marketingové kampaně společnost Amazon umístila havarované vozy Toyota Prius na Hackescher Markt v Berlíně, před londýnské nádraží King's Cross a na hollywoodský chodník slávy před Dolby Theatre v Los Angeles.

## Přijetí diváky
V listopadu 2016 obdržel pořad většinou pozitivní recenze kritiků, The Guardian prohlásil: „Jeremy Clarkson a spol. nechávají BBC v jejich prachu“. Reportérka Daily Express TV Neela Debnath komentovala, že první díl: „připomíná hollywoodský trhák“, a dodala: „The Grand Tour je v podstatě Top Gear na steroidech“. Nicméně umělecký ředitel BBC Will Gompertz prohlásil o úvodu: „Není tam ironie. Je nepříjemně nadutý,“ ale jakmile jsou moderátoři ve stanu, „normální služba je obnovena“, a že „mi připadá, že The Grand Tour je TV pořad, který by chtěl být – a asi by i být měl – filmem“ The Independent popsal The Grand Tour jako „nejlepší z Top Gearu, ale s větším rozpočtem“
Druhý díl byl o něco méně příznivě přijat jak fanoušky, tak kritiky. The Telegraph napsal o části z Jordánska: „…zdlouhavá akční část, která naznačuje, že jsou si tak trochu sami sobě nebezpečím, a že politika nezasahování Amazonu do produkce má potenciální stinné stránky.“ Radio Times napsaly: „mnoho diváků bylo mírně řečeno rozladěných a označovalo pořad jako hloupý a nudný.“